# Centrache
Centrache ist eine süditalienische Gemeinde (comune) in der Provinz Catanzaro in der Region Kalabrien mit 350 Einwohnern (Stand: 31. Dezember 2023). Schutzpatron des Ortes ist der hl. Onophrios der Große.

## Lage und Daten
Centrache liegt 40 km südwestlich von Catanzaro an der ionischen Seite der Serre. Das Gemeindegebiet umfasst eine Fläche von 7,96 km². Der Ort liegt auf einer Höhe von 458 Metern über dem Meer. Die Nachbargemeinden sind Montepaone, Olivadi, Palermiti, Petrizzi und Vallefiorita.

## Sehenswürdigkeiten
Der Ort liegt inmitten von Kastanienwäldern. In der Umgebung befinden sich schwefelhaltige Quellen für Bäder und zum Trinken.